# Гоголь (шапка)

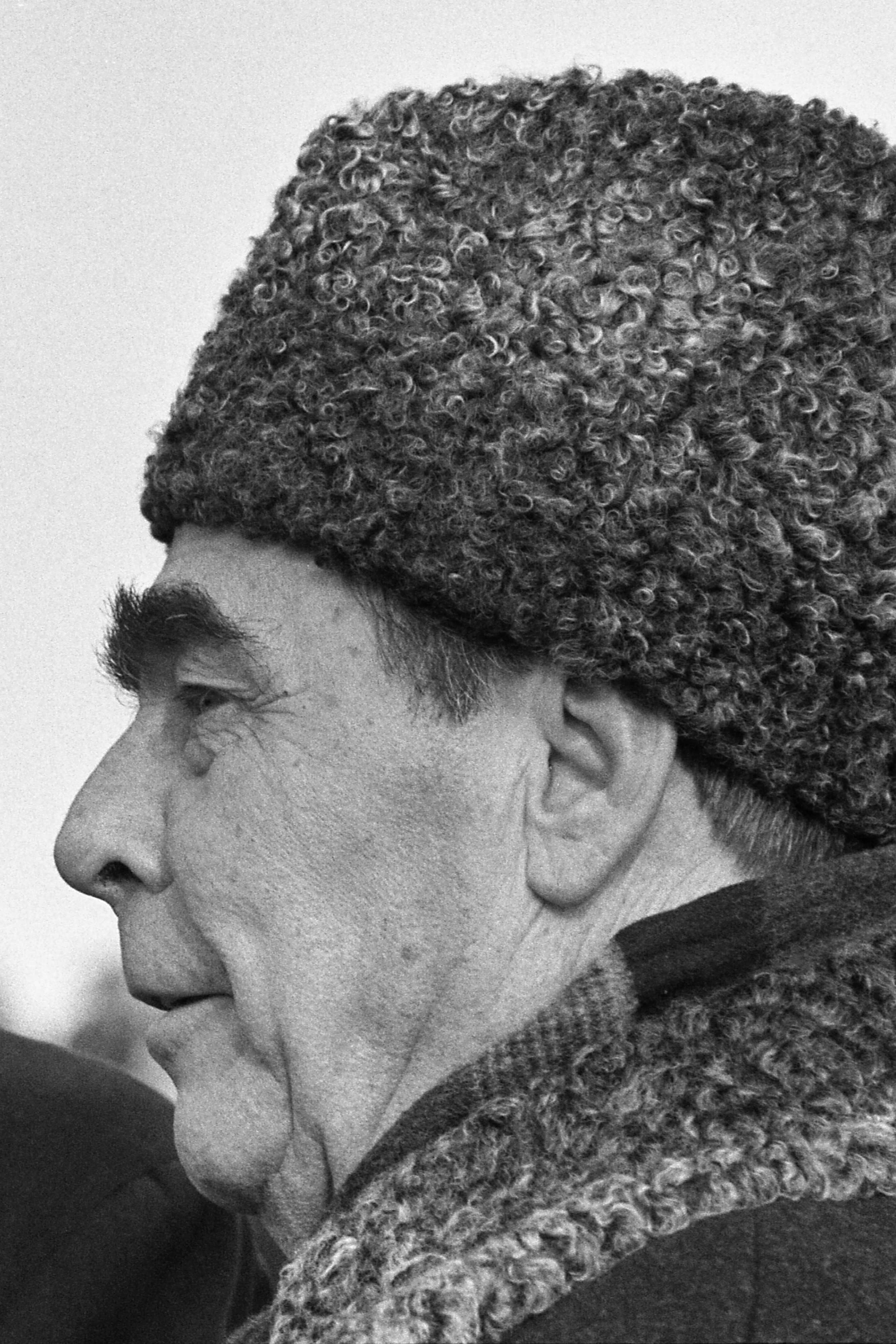
Л. И. Брежнев в каракулевом «пирожке»

«Го́голь» (разг. «пирожок») — женский и мужской зимний головной убор, цельномеховая шапка продолговатой формы с несколькими клиньями по верху. Пользовалась особой популярностью у партийной номенклатуры СССР. 
Согласно ГОСТу 5715-51 шапки «гоголь» изготавливались в СССР из каракуля, овчины, морского котика, смушки, мерлушки, выдры, нутрии и щипаных и окрашенных под котик кролика и ондатры. Мех часто подбирался в комплекте с воротником зимнего пальто. Выпускались в трёх-пяти сортах. На изготовление одной шапки уходило приблизительно 10,5 дм² меха.